# Hayeswater Gill
Der Hayeswater Gill ist ein kleiner Fluss, der an der Nordflanke des Thornthwaite Crag im Lake District, Cumbria, England entsteht. Der Fluss fließt in nördlicher Richtung und ist der einzige Zufluss des Hayeswater See. Er ist ebenfalls der einzige Abfluss dieses Sees, den er in nördlicher Richtung verlässt und östlich von Hartsop in den Pasture Beck mündet.